# Claes Bielke
Claes Bielke, född 1544, död 1623, var en svensk friherre till Viks slott, son till Nils Pedersson Bielke och Anna Hogenskild till Hedensö. Han var först gift med Elin Fleming, dotter till Lars Ivarsson Fleming, och därefter med Elsa Bielke (syster till drottning Gunilla Bielke). Han blev far till Margareta Bielke, gift med riksrådet Axel Ryning.

## Biografi
År 1576 utnämnd till ståthållare på Kronobergs slott och lagman i Tiohärads lagsaga, och 1585 riksråd, upphöjdes Claes Bielke vid Sigismunds kröning till friherre, med Viks slott till friherreskap, och blev samma år lagman i Norrfinne lagsaga. Han ansågs för en rättskaffens och duglig man, fast ingalunda i själsgåvor jämförlig med sina bröder.
Däremot stod han över dem i rikedom, vilket, jämte hans svågerskap med konung Johan III, förlänade honom en yttre glans som hans personliga egenskaper inte skulle kunnat skänka. Det var också denna hans obetydlighet, som räddade honom från brödernas öde, fast han, liksom de, ställdes till rätta under Linköpings riksdag och utfördes på avrättsplatsen för att åse de andras avrättning. Han återfick därefter friheten; men det osunda fängelset hade så skadat hans hälsa att han under hela sin övriga livstid måste gå på kryckor.
Efter morbrodern Hogenskild Nilsson Bielkes avrättning 1605 uppblossade åter Karls misstankar och han befallde Bielke att genast lämna riket, i ett ljungande brev, som slutade med följande kraftord: "Vet det, att, om vi efter denna tiden finna dig inom våra och rikets gränser, så skall du den gången löpa hufvudlös hädan. Rätta dig härefter och packa dig ut! Carolus."
Claes Bielke måste med hustru och barn huvudstupa bege sig av till Polen, där han stannade kvar i tio år. Men sedan hans gamla vänner, bröderna Brahe, Göran Posse, med flera därute avlidit, kände han sig ensam och olycklig i det främmande landet.
Karl var nu död och Gustav II Adolf, som uppstigit på Sveriges tron, sökte med godhet försona sin faders hårda framfart. Bielke begärde och erhöll 1615 tillåtelse att återvända. Han mottogs med vänlighet av den unge kungen och tillbragte sina sista levnadsår i hemlandet, där en son och flera döttrar, alla lyckligt gifta, förljuvade hans ålderdom.